# Зоран Митровић
Зоран Митровић (Добој, 14. јануар 1969) српски је математичар и редовни је професор Универзитета у Бањој Луци.
За дописног члана Академија науке и умјетности Републике Српске у радном саставу изабран је 4. децембра 2015, а за редовног члана 22. децембра 2021. године.

## Биографија
Основну и средњу школу завршио је у Добоју. Природноматематички факултет, Одсјек математика, уписао је 1989. године у Сарајеву. За успех на првој години студија награђен је Сребрном значком. На Природно-математичком факултету у Новом Саду, на Одсјеку за математику, дипломирао је јануара 1994. и исте године уписао постдипломске студије – смер анализа. Магистрирао је јула 1999. године, а докторирао у јулу 2002. Електротехнички факултет у Бањој Луци додијелио му је, 2002. године, награду као најмлађем доктору математичких наука на Универзитету у Бањој Луци.
На Електротехничком факултету у Бањој Луци школске 1994/95. године биран је за асистента, на период од четири године (у исто вријеме држао је вјежбе и на Природно-математичком факултету). На истом факултету биран је за вишег асистента 1999, доцента 2002, ванредног професора 2007. и редовног 2013. године.

## Радови
Области научноистраживачког рада др Митровића су му у областима нелинеарне анализе, ККМ теорије, најбољих апроксимација, варијационих неједнакости, скаларног и векторског проблема еквилибријума. Објављивао је радове у водећим и истакнутим међународним часописима, као и у часописима националног значаја. Саопштио је више реферата на међу¬народним и домаћим научним скуповима. Радови су му објављивани у научним часописима на пет континената и у више од 15 земаља, а цитирани су у међународним часописима. Аутор је више књига, руководио и учествовао у изради неколико пројеката.
Јула 2005. године био је на студијском боравку на Универзитету у Љеиди (Lleida) у Шпанији. Боравио је у Атини у априлу 2009. као представник Друштва математичара БиХ на састанку Друштва математичара југоисточне Европе.
Референт је часописа „Mathematical Reviews”, који издаје Америчко математичко друштво, и реферативног часописа „Zentralblatt MATH”.

## Чланство
Зоран Митровић је члан Друштва математичара Републике Српске, Research Group in Mathematical Inequalities & Applications (RGMIA), Working Group on Generalized Convexity (WGGC), Nonlinear Analysis Research Group (Non-linear Analysis Research Group is an official research unit of Ton Duc Thang University), Друштва математичара југоисточне Европе (MASSE), Свјетске академије наука, инжењеринга и технологије (WASET).